# 뮤직 맨 (뮤지컬)

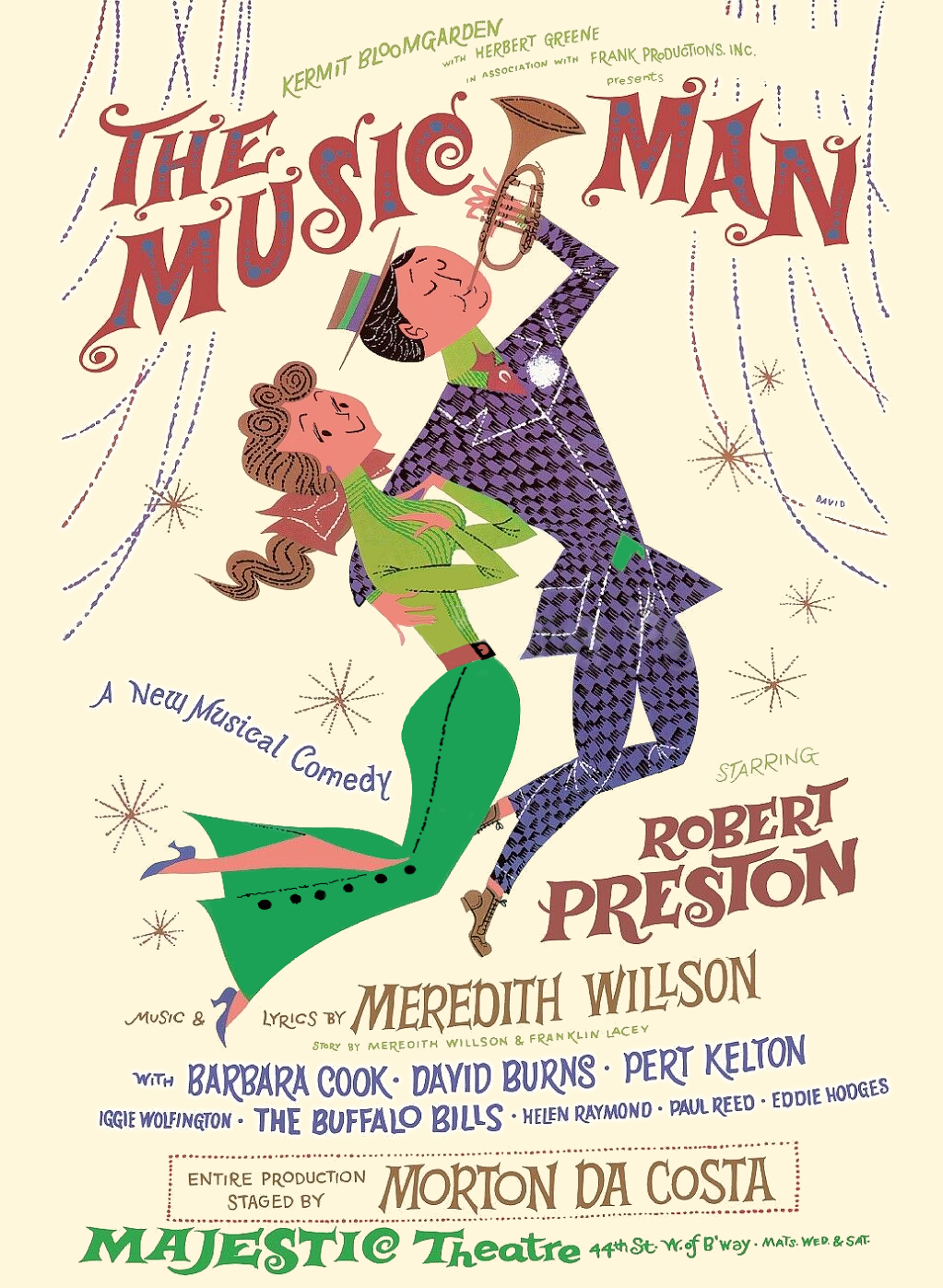
오리지널 브로드웨이 포스터

뮤직 맨(The Music Man)은 윌슨과 프랭클린 레이시의 이야기를 바탕으로 메러디스 윌슨이 책, 음악, 가사를 쓴 뮤지컬이다. 줄거리는 소년 밴드 조직자이자 리더로 가장하고 순진한 중서부 마을 사람들에게 밴드 악기와 유니폼을 판매하고 새 밴드의 멤버를 훈련하겠다고 약속하는 사기꾼 해롤드 힐에 관한 것이다. 그러나 해롤드는 음악가가 아니며 음악 수업도 제공하지 않고 마을을 건너뛸려고 한다. 수석 사서이자 피아노 교사인 마리안은 그를 꿰뚫어 보지만, 해럴드가 남동생의 혀 소리와 사회적 어색함을 극복하도록 도와주자 마리안은 그와 사랑에 빠지기 시작한다. 그는 그녀의 마음을 얻기 위해 잡힐 위험이 있다.
1957년 이 쇼는 브로드웨이에서 히트를 쳤고 최우수 뮤지컬을 포함해 5개의 토니상을 수상했으며 1,375회 공연되었다. 캐스트 앨범은 첫 번째 그래미상 최우수 뮤지컬 앨범상을 수상했으며 빌보드 차트에서 245주를 보냈다. 이 쇼의 성공은 1962년 영화 각색과 2003년 TV 각색인 브로드웨이와 웨스트엔드의 부활로 이어졌다. 뮤직 맨은 전문 극단과 아마추어 극단 모두에서 자주 제작되며 고등학교 및 대학교 제작에 인기가 높다.